# Campo Azul (kommun)
Campo Azul är en kommun i Brasilien.   Den ligger i delstaten Minas Gerais, i den sydöstra delen av landet, 300 km öster om huvudstaden Brasília. Antalet invånare är 3 685.
Omgivningarna runt Campo Azul är huvudsakligen savann. Runt Campo Azul är det mycket glesbefolkat, med 7 invånare per kvadratkilometer.